# Episodi di Carabinieri (terza stagione)
La terza stagione della serie televisiva Carabinieri, formata da 24 episodi, è stata trasmessa in prima visione assoluta su Canale 5 dal 9 marzo al 25 maggio 2004 per due episodi a settimana.
| nº | Titolo                  | Prima TV Italia |
| -- | ----------------------- | --------------- |
| 1  | L'ostaggio              | 9 marzo 2004    |
| 2  | Figli                   | 9 marzo 2004    |
| 3  | Il gioco dell'oca       | 16 marzo 2004   |
| 4  | Un bravo ragazzo        | 16 marzo 2004   |
| 5  | Sotto pressione         | 23 marzo 2004   |
| 6  | Veleni                  | 23 marzo 2004   |
| 7  | Finalmente è finita     | 30 marzo 2004   |
| 8  | Il quadro rubato        | 30 marzo 2004   |
| 9  | Radio Voice             | 6 aprile 2004   |
| 10 | Bella di giorno         | 6 aprile 2004   |
| 11 | Un rapporto pericoloso  | 13 aprile 2004  |
| 12 | Furto in biblioteca     | 13 aprile 2004  |
| 13 | Delitto tra le orchidee | 20 aprile 2004  |
| 14 | Un fisico perfetto      | 20 aprile 2004  |
| 15 | Ricette e sortilegi     | 27 aprile 2004  |
| 16 | Il segreto di Gemma     | 27 aprile 2004  |
| 17 | Vacanze premio          | 4 maggio 2004   |
| 18 | Una dolce sinfonia      | 4 maggio 2004   |
| 19 | Una mossa sbagliata     | 11 maggio 2004  |
| 20 | Insonnia                | 11 maggio 2004  |
| 21 | Gelosie                 | 18 maggio 2004  |
| 22 | Controvento             | 18 maggio 2004  |
| 23 | Carte false             | 25 maggio 2004  |
| 24 | Sotto copertura         | 25 maggio 2004  |

## L'ostaggio
- Diretto da: Raffaele Mertes ed Elisabetta Marchetti
- Scritto da: Daniele Falleri e Carlo Mazzotta

### Trama
Tempo di novità a Città della Pieve. Il maresciallo Capello è andato in pensione e in caserma si rinnovano un po' gli ambienti. Se Paola ha lasciato libera la stanza, grazie ad una promozione che l'ha portata a Tarquinia, questa non è comunque rimasta vuota troppo a lungo: in forza nella piccola cittadina è arrivata Sonia Martini ancora giovane, spaventata e suscettibile agli scherzi di Prosperi particolarmente brioso in questo periodo. Rimane da aspettare solo il nuovo comandante della stazione. Ma nel frattempo al supermercato in centro è avvenuta una rapina ed è stato preso un ostaggio tra i clienti. Arrivati sul luogo il brigadiere Mura scopre che la donna rapita è Naima, la nuora, che era davanti al supermercato insieme a sua suocera Maria che l'aveva accompagnata al suo corso di informatica. Dall'interrogatorio di Maria si scopre che è stata proprio Naima a salutare per prima l'uomo che successivamente l'ha rapita. Presumibilmente i due si conoscevano e si indaga tra i partecipanti al corso per individuare tutti i suoi conoscenti. Dalle successive indagini emergono dati altrettanto interessanti. Naima non ha mai frequentato quel corso d'informatica, se non le prime due lezioni, anche se si faceva comunque accompagnare dalla suocera da un paio di mesi ormai. La cassaforte del supermercato era aperta, una cosa perlomeno anomala: il periodo del mese e l'orario non era il canonico e solo una delle dipendenti dell'esercizio non ne era a conoscenza, visto il rientro dalle vacanze la mattina stessa. Ispezionando l'appartamento di Naima viene ritrovata una targhetta con il suo nome e risalire al centro benessere a cui appartiene non è molto complicato: la donna faceva le pulizie da diversi mesi presso quella struttura. Il titolare, infatti, non solo riconosce la foto di Naima, ma anche quella del suo rapitore: cliente del solarium col quale, però, non risulta avesse una relazione. Poco fuori paese viene ritrovata l'automobile dei rapitori e, al suo interno, delle macchie di sangue. Lampo a ciel sereno: è stato trovato un cadavere in fondo al lago.
- Altri interpreti: Giovanni Cavaliere, Gloria José Coco, Vittorio Corsi, Max De Palma, Davide Gemmani, Linda Gennari, Paola Giannetti, Alessandra Korompay, Ermes Losi, Gordana Miletic, Mauro Negrini, Niseem Onorato, Graziano Salvadori, Marcello Sbigoli, Rossella Seno, Roberto Zorzut

## Figli
- Diretto da: Raffaele Mertes ed Elisabetta Marchetti
- Scritto da: Luigi Spagnol

### Trama
L'uomo in fondo al lago è Lorenzo Berton ma dalle prime analisi dei medici risulta essere stato ucciso per mezzo di un colpo d'arma da fuoco. I padroni di casa raccontano di gossip relativi ad un giro d'usura ma di non aver mai avuto problemi con lui. Nel suo appartamento vengono però ritrovate moltissime penne firmate Sedefin, impresa di prestiti il cui titolare risulta essere Giulio Lanfranchi il quale ultimamente ha rilevato tre imprese nella zona. Nel frattempo non si hanno più notizie su Naima e il suo rapimento. Le indagini relative al corpo nel lago partono con una missione sotto copertura di Bordi che si finge possibile cliente della Sedefin. Mentre Andrea giura "mai più donne in divisa" proprio nell'agenzia entra la commessa del supermercato davanti al quale Naima era stata rapita. Sarà giusto continuando a pedinare tutti gli uomini celati dietro questa agenzia che si arriverà a scoprire quali sono le braccia armate dell'associazione finalizzate alla riscossione e soprattutto dove è stata tenuta l'ostaggio. Nel frattempo la vita di caserma continua tranquillamente: Gigante telefona per salutare dopo il suo trasferimento a Tarquinia, Prosperi è sempre più incastrato nelle vicende sentimentali che lo portano quotidianamente ai battibecchi con Pippo, zio di Jessica, mentre Andrea spera in un imminente arrivo del nuovo comandante di caserma che lo salvi dalle scartoffie burocratiche ma brutte notizie per lui: il maresciallo Sepi in arrivo è Andrea, una donna e non Alessandro, che Bordi diceva.
- Altri interpreti: Francesca Banti, Veronica Barbatano, Franco Bottone, Alessandro Calonaci, Max De Palma, Renata Di Leone, Alessandra Galluzzi, Linda Gennari, Rosa Lo Bianco, Ermes Losi, Marcello Marziali, Gordana Miletic, Niseem Onorato, Carla Ortenzi, Giancarlo Palmas, Giulio Pampaglione, Andrea Sasso, Valentina Sperlì, Rossella Seno, Claudio Vanni

## Il gioco dell'oca
- Diretto da: Raffaele Mertes ed Elisabetta Marchetti
- Scritto da: Claudio Corbucci

### Trama
Dopo una bella doccia, Ferri domanda a un suo subordinato di passagli l'accappatoio, ma a passarglielo dalla porta semi aperta è la Sepi. L'imbarazzo del maresciallo viene stemperato da uno sguardo complice della donna: tra i due sembra instaurarsi un feeling particolare. Nel frattempo i carabinieri si occupano di un nuovo caso: Sveva Tissi, la responsabile creativa della fabbrica di giocattoli "Doll's", riceve lettere minatorie. "Sei pronta a giocare?", si legge in una di queste. La stessa notte i ladri entrano nella fabbrica, ma le porte non vengono forzate.
I carabinieri vengono a sapere che la "Doll's" ha avuto un boom finanziario grazie alle idee della Tissi. Nella fabbrica lavorano anche Massimo Ponti, il responsabile della pubblicità, estromesso dalle ultime campagne pubblicitarie dalla stessa Sveva, e Filippo, un ragazzo che va spesso a mangiare da "Pippo", parla poco, ma fa dei bei disegni su carta e tovaglioli del bar. Jessica ne è particolarmente colpita. Intanto il Maresciallo Ferri e i suoi non riescono a sapere niente dalla Tissi, ma qualcosa emerge dai dipendenti dell'azienda. La donna aveva una relazione con Ponti che in realtà avrebbe dovuto sposare la sorella di Sveva, Luisa, ma che poi si era fatto incantare dalle promesse della carriera fatte dalla donna manager. Nel frattempo tutti gli indizi portano a credere che le lettere minatorie siano state inviate da Filippo che aveva chiesto di entrare nell'azienda come progettista, ma che era stato assunto in qualità di contabile. Tra l'altro la Tissi aveva sfruttato i progetti che Filippo aveva presentato al primo colloquio. I carabinieri non hanno più dubbi quando trovano in camera del ragazzo decine di foto di Sveva; di lui però non c'è traccia. Proprio durante la conferenza stampa per il lancio di un nuovo prodotto, i carabinieri riescono a catturare il ragazzo e ad evitare che la bomba che lui ha progettato e ha inserito all'interno di un "Dog Robot" scoppi sul paco allestito per l'occasione. Luisa rivela ai carabinieri che la sorella ha effettivamente rubato i disegni: ha tutte le prove per dimostrarlo. Intanto Carlo riesce finalmente ad organizzare una serata con Jessica. Vuole portarla in aperta campagna e fare un picnic molto speciale. Pippo non saprà niente. Mentre sono in macchina, però, i due si imbattono nel corpo di un uomo in mezzo alla strada. 
- Altri interpreti: Veronica Barbatano, Raul Bulgherini, Beatrice Orlandini, Giulio Pampaglione, Stefano Pecchioli, Achille Roselletti, Federico Scribani Rossi, Valentina Sperlì, Vincenzo Versari, Gionni Voltan

## Un bravo ragazzo
- Diretto da: Raffaele Mertes ed Elisabetta Marchetti
- Scritto da: Isabella Franconetti e Mauro Marsili

### Trama
L'uomo investito che è entrato in coma, è un dipendente presso un'agenzia di assicurazioni, che è proprietà di una signora benestante. Ferri e gli altri non riescono a spiegarsi come mai l'uomo possieda una macchina costosa e una villetta in affitto, visto che i genitori e la fidanzata ne sono del tutto ignari. Il suo stipendio da impiegato non giustifica tali proprietà. Ferri sentenzia: "Questo ragazzo deve avere una doppia vita". Nel frattempo la Sepi è entrata in grande sintonia con il resto della squadra, in particolar modo con la giovane Sonia Martini, sua compagna di stanza. Le indagini sull'uomo trovano la prima schiarita quando viene applicata la carta SIM della vittima sul cellulare di Romanò. Telefona una donna che chiede il prezzo per trascorrere una notte con "Marco". Dopo accurate ricerche, si scopre che l'uomo inseriva annunci su giornaletti e rotocalchi, dove si offriva come gigolò: occorre dunque trovare l'ultima donna che è stata con il ragazzo. In caserma i carabinieri scrivono un annuncio firmato "Marco". Alle potenziali clienti viene dato un appuntamento in un ristorante dove arriva anche la donna, riconosciuta dalla proprietaria, che aveva cenato col gigolò la notte in cui questi fu investito. La donna rivela agli agenti che il gigolò litigò con qualcuno al telefono proprio quella sera. In seguito i carabinieri scoprono che l'uomo aveva una relazione con la sua datrice di lavoro. La sera dell'incidente loro avevano litigato, ammette la donna, che non ha un alibi attendibile per dimostrare la propria innocenza. È tuttavia il comportamento stravagante della compagna va ad insospettire, soprattutto quando le viene annunciato che il suo compagno si è ripreso. La ragazza prova a tagliarsi le vene con un vetro, ma viene bloccata dai carabinieri. Messa alle strette, la ragazza confessa che quella sera lei venne a sapere della doppia vita del fidanzato e tentò di ucciderlo. In caserma torna la tranquillità, ma in cucina, all'ora di colazione, arriva una bella ragazza: indossa solo una camicia azzurra, da uomo, ed è uscita dalla stanza di Ferri. Nessuno capisce chi sia. È lo stupore generale. Prima che qualcuno riesca a dire qualcosa, la ragazza è ritornata nella stanza del maresciallo. 
- Altri interpreti: Lucia Batassa, Frida Bruno, Rita Caldana, Marco Conte, Edoardo Fanone, Gianni Fortuna, Annalisa Mandolini, Luisella Mattei, Monica Menchi, Stefano Pecchioli, Maria Tona, Massimo Zucchegna

## Sotto pressione
- Diretto da: Raffaele Mertes ed Elisabetta Marchetti
- Scritto da: Dido Castelli

### Trama
Mentre una bella ragazza, soprannominata la "bella addormentata", entra ed esce dalla stanza di Ferri, a Città della Pieve avvengono due cose piuttosto strane. Un incendio alla libreria "Caviglia" mette a repentaglio la vita del proprietario, Aldo Caviglia, e di Jessica, che si trovava lì per comprare un libro consigliatole da Leo. Quando Caviglia viene portato in ospedale una donna, appena investita, scappa dal policlinico. A quanto sembra la situazione finanziaria di Caviglia era assai precaria: le ultime bollette e le quote per l'associazione dei librai non erano state pagate. Forse l'incendio potrebbe essere collegato ad una banda di taglieggiatori di Perugia, ma in caserma non hanno ancora le prove per dimostrarlo. Gaetano, uno dei quattro figli di Romanò, non va a scuola da tre giorni perché sta cercando di vedere la sua amica Isabella Boldrini, che da qualche tempo non va più a scuola. Romanò non capisce per quale ragione il figlio abbia saltato la scuola senza dirglielo. Bordi però scopre che la donna scappata dall'ospedale è Luisa, la madre di Isabella, il cui marito, Michele, viene sorpreso a rubare mentre lavorava come cameriere in una locanda. Gli scoperti bancari di Caviglia sono spaventosi (aveva chiesto a Pippo di rilevare la sua attività), ma l'uomo non si mostra affatto disponibile a collaborare con i carabinieri e questi comprendono che c'è sotto qualcosa. Una volta che questi si è ripreso, decidono di pedinarlo. Luisa e Michele sembrano convinti che la figlia, Isabella, sia stata rapita, ma in realtà Gaetano ha risposto a un SMS della ragazza ed è andato a prenderla a casa dei nonni. Costretti a parlare, i coniugi Boldrini confessano di essere perseguitati dalla banda dei taglieggiatori. Avevano portato la figlia dai suoceri per meglio garantire la sua incolumità. Il libraio intanto sporge denuncia contro la banda di Perugia. Sepi decide di sostituirsi alla signora Boldrini all'appuntamento preso con i taglieggiatori. Avviene tutto di notte. L'efficienza della squadra si rivela ancora una volta notevole: la banda viene finalmente catturata. La "bella addormentata" si rivela essere la sorella di Ferri. Si chiama Alessandra, fa la P.R. in discoteca. Il disguido si è finalmente risolto e tutti appaiono divertiti dall'equivoco. Intanto il magistrato, Claudia Morresi, riceve una fotografia con allegata una lettera minatoria: "Preparati a morire", recita il biglietto.
- Altri interpreti: Gabriella Arena, Claudio Cipriani, Edoardo Fanone, Annamaria Giannone, Piero Leri, Daniele Marcori, Massimo Pagano, Ornella Panzica, Rita Pensa, Lucilla Rapicetti, Rita Serafini, Gianni Voltan, Raffaello Zanieri

## Veleni
- Diretto da: Raffaele Mertes ed Elisabetta Marchetti
- Scritto da: Cecilia Calvi

### Trama
Un mattino, nella piscina comunale del paese, un ragazzo si sente male. Suo padre sostiene che sia stato avvelenato da una concentrazione eccessiva di cloro nell'acqua. Il gestore dell'impianto, Meloni, afferma che la sera precedente qualcuno è entrato in piscina e ha avvelenato l'acqua. Ferri predispone intanto la scorta per il magistrato Morresi. Se ne occuperà Testa, con il quale la dottoressa ha avuto più di un attrito nel recente passato. La donna si trasferisce in una villetta al sicuro dove il brigadiere la va a prendere tutte le mattine per portarla in tribunale. In attesa di vederci più chiaro, Ferri fa chiudere la piscina. Sul posto viene intanto ritrovato un pacchetto di tabacco per sigarette, della stessa marca che usa il fidanzato della figlia di Meloni, Paolo Bernardi, momentaneamente impegnato a vendere mobili nei mercati fuori città con un altro ragazzo, Viktor, un extracomunitario. Il R.I.S. scopre che il tipo di cloro aggiunto è diverso da quello generalmente usato da Meloni. I carabinieri escludono la pista Vignali, ex nuotatore diventato imprenditore. I cattivi rapporti tra Meloni e Bernardi restano però l'elemento su cui insistere per le indagini. Nel frattempo la Morresi è nervosa poiché la presenza di Testa limita troppo la sua libertà. I rapporti tra i due non sono dei migliori, ma al brigadiere interessa esclusivamente l'incolumità del magistrato, e la presenza giornaliera di un giovane, vicino di casa della Morresi, nei dintorni del tribunale non lo fa sentire tranquillo. Altro segnale inquietante è rappresentato dall'arrivo di un'altra lettera indirizzata alla donna, contenente un proiettile. Dopo interminabili discussioni con l'amico Leo, Carlo chiede a Jessica di sposarlo. La ragazza prende tempo perché non si sente ancora pronta per un passo del genere. Le indagini sulla piscina, riaperta su insistenze del sindaco, non progrediscono. Ferri decide allora di mandare lì la Sepi e Mura per scoprire qualcosa. La donna si accorge che accanto alla piscina vi è la proprietà di un vecchio agricoltore, che qualche tempo prima aveva accusato Meloni di aver inquinato il suo pozzo artesiano, collocato accanto alla piscina. Per il vecchio agricoltore lavora Viktor, il ragazzo extracomunitario, che in questo modo arrotonda lo stipendio. Intanto, grazie al numero rilevato sul retro della fotografia allegata alla prima lettera minatoria, la Sepi scopre che la persona che minaccia il magistrato è Luciano Verri, un ragazzo ventinovenne disoccupato che ha una vera ossessione per la sua vicina di casa. I carabinieri riescono a bloccarlo e lo portano in caserma, dove il ragazzo non ha però alcuna intenzione di parlare. Sempre la Sepi scopre che il contadino è stato il mandante dell'avvelenamento della piscina e che Viktor, per ottenere da lui il permesso di soggiorno, ne è stato l'esecutore. Meloni e Bernardi fanno pace. Testa accompagna la Morresi a casa. È notte. Appena scendono dalla macchina, qualcuno spara contro la donna. Testa è abbastanza reattivo da proteggere la donna, dopo di che la abbraccia per farle forza, ma ecco che i due si avvicinano sempre di più, fino a baciarsi. Dopo qualche secondo, la donna rientra in casa. 
- Altri interpreti: Andrea Agresti, Roberto Bencivenga, Alfredo Cavazzoni, Delia Degl'Innocenti, Edoardo Fanone, Alessandro Gelli, Paola Lelio, Leonardo Sartogo, Gionni Voltan, Ermir Zotaj, Riccardo Zuffellato

## Finalmente è finita
- Diretto da: Raffaele Mertes ed Elisabetta Marchetti
- Scritto da: Francesco Magali e Marco Mattolini

### Trama
Le misure di sicurezza per la Morresi sono state rafforzate. Ferri incita la sua squadra: "Abbiamo bisogno dell'apporto di tutti". Nel frattempo il maresciallo scopre e confida alla Sepi che sua sorella ha una relazione con uno sconosciuto. "Non esiste solo il lavoro!", risponde la collega con il suo solito fare sbarazzino. Gli inquirenti intanto hanno rinvenuto, sul luogo del mancato attentato alla Morresi, una carta buttata, che potrebbe essere un indizio, e cercano di rintracciare il proprietario della Station Wagon con cui è scappato l'attentatore. La Morresi per sicurezza si trasferirà in caserma, nella stanza della Sepi, dato che quest'ultima per ora dorme nella stanza con Sonia. Il magistrato comincia a esaminare i casi di cui si è occupata in passato: potrebbe ritrovare un collegamento. Il R.I.S. scopre che la carta ritrovata è di una confezione di cracker dietetici. La Martini intuisce che ci potrebbe essere un nesso tra i cracker e il diabete. Si reca quindi con Romanò in una clinica che si occupa di questa patologia. Qui incontra casualmente una donna che piange e, nel suo dolore, racconta che suo figlio, Lorenzo Astolfi, soffre di una grave insufficienza epatica: un caso ormai senza speranze. Nel frattempo, Carlo non riesce a capire per quale ragione Jessica non abbia accettato di sposarlo. Leo gli dice che avrebbe potuto ‘chiedere la sua mano’ in maniera più romantica, certo non in macchina. In quelle ore arriva una chiamata in caserma: è avvenuto un furto con aggressione nella villa del signor Vogel, un ricco eccentrico signore, amante dell'arte e coltivatore di vigneti. I ladri hanno portato via quadri e oggetti di valore. Il maggiordomo della proprietà, Walter, interrogato, non riesce a fornire indizi utili. Le indagini incrociate del R.I.S. e dei carabinieri convergono nell'individuare in Flavio Astolfi il colpevole dell'attentato alla Morresi. L'uomo, padre di Lorenzo, confesserà che la donna secondo lui aveva rovinato il figlio condannandolo poiché tossico e spacciatore, a tre anni di reclusione. Purtroppo poi il ragazzo si è ammalato gravemente. Così il padre si è sostituito a lui per vendicarsi. Flavio viene arrestato e la Morresi tira un sospiro di sollievo: dopo tante tensioni, finalmente, torna ad essere una persona libera. Leo e Carlo intanto scoprono sia che i quadri rubati non valgono quasi niente ad eccezione di uno, "Il Rosso" di tal Ulisse Bertozzi, sia che il recinto di casa Vogel è stato forzato con una tenaglia. Dopo lunghe riflessioni Ferri decide di interessarsi al lavoro della sorella così, in compagnia di Andrea Sepi, si reca in discoteca, al "Barbanera", dove vede che Ale non fa la PR come aveva detto, bensì la ‘cubista’.
- Altri interpreti: Gemma Andreini, Alberto Bertolini, Laura De Angelis, Stafa Idlir, Nicola Pecci, Teresa Piergentili, Massimo Poggio, Fiammmetta Romoli, Marco Salomone, Mireno Scali

## Il quadro rubato
- Diretto da: Raffaele Mertes ed Elisabetta Marchetti
- Scritto da: Luigi Spagnol

### Trama
"Da oggi non ti racconto più bugie!", promette Alessandra al maresciallo Ferri, amareggiato dopo aver capito qual è il vero lavoro della sorella. Nel frattempo il R.I.S. scopre che la tenaglia trovata nel giardino di Vogel è stata costruita dalla ditta "Fenar", da qualche tempo fallita. Il "Rosso" di Bertozzi non è ancora stato ritrovato. Il suo alto valore commerciale (350.000 euro) induce gli agenti a pensare che prima o poi salterà fuori sul mercato clandestino. Intanto il signor Vogel si rivela una persona irascibile, che maltratta i suoi dipendenti, è il caso di Bruno Baldini, padre di quattro figli, licenziato, che risulta anche essere uno dei soci fondatori della "Fenar". Gli inquirenti si recano da quest'ultimo che tenta, invano, di scappare. Egli confessa di aver tagliato le recinzioni di casa Vogel con l'intenzione di rovinare i vigneti, ma di non aver rubato alcunché. Aggiunge però che quella notte scorse due uomini entrare in casa del milionario. Come un fulmine a ciel sereno la Morresi saluta la stazione e annuncia a tutti i carabinieri di essere stata trasferita. Lei e il brigadiere Testa si salutano con affetto e anche con un po' di amarezza, convinti che "è stato meglio lasciare le cose così". Riguardo al caso Vogel, Sonia e Bordi decidono di seguire una nuova pista. Si firmano "Gilda" e fanno un annuncio on-line per vendere il "Rosso". Coinvolti entrambi in problemi amorosi, Prosperi e Testa vanno in discoteca per distrarsi un po', tutto si sarebbero aspettati di vedere, fuorché la sorella del maresciallo fare la cubista! Purtroppo debbono uscire dal locale quasi subito, dato che qualcuno ha deliberatamente fatto cadere un ripetitore di "Radio voice". Nella stessa notte viene anche trafugato un teschio nel sito archeologico del paese. In seguito il sesto senso della Sepi dà una svolta alle indagini sul caso Vogel. Dimostratasi infruttuosa la pista Internet, la donna capisce che il signor Walter potrebbe avere a che fare con il furto in casa del suo padrone. Infatti è così. L'uomo viene pedinato e arrestato, poiché colto in flagrante. Egli confessa di aver messo in scena il furto con due suoi amici per aiutare Vogel ad ottenere il premio dell'assicurazione, dato che quest'ultimo ha dilapidato tutto il suo patrimonio per commercializzare il vino, Andrea Sepi riceve in regalo dal suo fidanzato una collana di perle, ma non si sente ancora pronta per un dono così importante. Ferri le regala delle semplici conchiglie e Andrea accetta indossandole. I due si recano a "Radio Voice", per parlare con il giornalista della radio, Mirko Galli, personaggio un po' folle, che ultimamente parla nella sua trasmissione di sedute sataniche. Quando arrivano trovano l'uomo sanguinante davanti alla sede della radio. Accanto a lui, tra molte persone, vi è anche Alessandra Ferri.
- Altri interpreti: Cesare Barbetti, Alessandro Coari, Antonella D'Arcangelo, Francesco Fratini, Michael Lindner, Luca Martella, Faustine Mercier, Claudio Parise, Alberto Patelli, Nicola Pecci, Andrea Sottile

## Radio Voice
- Diretto da: Raffaele Mertes ed Elisabetta Marchetti
- Scritto da: Daniele Falleri

### Trama
Le indagini per scoprire chi ha attentato alla vita di Mirko Galli proseguono. L'uomo, che si definisce un "giornalista che dà fastidio" per via delle sue inchieste, potrebbe avere parecchi nemici. Ferri dispone il sequestro di tutti i nastri delle sue trasmissioni. Intanto Alessandra si reca in ospedale a trovare Mirko con un'amica, Sophie. La Ferri lo conosceva superficialmente, mentre l'altra ragazza, anche lei cubista, era in ottimi rapporti con Mirko. In ospedale arriva anche un uomo, Stefano, che si comporta con Sophie in modo molesto e si calma solo quando Testa, che piantona la stanza di Galli, si avvicina per sedare la lite tra i due. In un covo, un casale di campagna in disuso, in cui si potrebbero svolgere le sedute sataniche di cui si occupa Galli, gli inquirenti trovano un libretto delle giustificazioni che appartiene ad Omar Morini, un bravo studente molto corteggiato dalle sue coetanee. Dopo un paio di giorni di pedinamento, però, viene ritrovato in casa di Omar il teschio scomparso negli scavi archeologici del paese. Il ragazzo ammette di averlo rubato per fare scena sulle amiche, sempre in cerca di "emozioni forti", e per lo stesso motivo aveva fatto telefonate inquietanti a "Radio Voice". Ferri e compagni scoprono intanto che il ripetitore della stazione radio è stato divelto con un argano da tale Vincenzi, anch'egli proprietario di una radio. Questi confessa di aver agito così per vendicarsi di "Radio Voice", che aveva rubato le frequenze della sua stazione. Tutto torna, ma i carabinieri non hanno risolto un'altra questione: chi vuole far fuori Mirko. Frattanto l'ultima inchiesta di Galli, sugli stupefacenti nelle discoteche, rischia di coinvolgere anche Roberto Calò, il compagno di Ale, di cui Ferri non si fida affatto. Si scopre infine che, durante tale inchiesta, Sophie, che era intervenuta, aveva conosciuto Mirko e tra i due era nata una storia. Stefano, l'ex compagno della donna, non aveva affatto gradito e aveva così tentato di uccidere il rivale. La gelosia lo spinge infine a sequestrare la ragazza, ma il pronto intervento dei carabinieri sventa il suo criminoso piano.
- Altri interpreti: Antonietta Caligiana, Alessandro Coari, Alessandro Cremona, Piera Dabizzi, Andrea D'Agostini, Francesco Guzzo, Stafa Idlir, Luca Martella, Faustine Mercier, Massimo Poggio, Giulia Ricciardi, Nada Righeschi, Paolo Togni

## Bella di giorno
- Diretto da: Raffaele Mertes ed Elisabetta Marchetti
- Scritto da: Isabella Franconetti e Mauro Marsili

### Trama
Quando arriva la segnalazione di un vicino di casa riguardo ad una lite tra i coniugi Marelli, Angela ed Emilio, nessuno può ancora immaginare cosa si celi dietro questo banale incidente domestico. I Marelli possiedono una ditta di import export. Non hanno problemi economici ma litigano spesso e la donna picchia il marito. Ferri li fa pedinare: la donna si reca spesso sul lungo lago, alla "Peggy Production", un'agenzia radiofonica e televisiva. Alessandra intanto domanda a Roberto dove vanno le coppie che si alternano in continuazione al "Barbanera". L'uomo glissa con classe, la ragazza che possiede un portachiavi con la scritta "Peggy Production", lascia cadere il discorso. Con la scusa di fare un provino, la Sepi si reca alla produzione, dove incontra la Marelli e vede entrare anche Alessandra Ferri: che cosa ci fa Ale in quel posto, che potrebbe tranquillamente nascondere una casa di appuntamenti. A dire il vero Ale risponde solo al telefono per fare un piacere a Roberto, il quale, però insospettito dalla sortita della Sepi, chiede alla fidanzata di portargli il fascicolo su cui sta lavorando il maresciallo Ferri. Le svela anche che lei, firmando il documento di assunzione in discoteca, in realtà ha firmato un contratto come azionista della "Peggy". "Sei coinvolta più di me", tuona minaccioso l'uomo. Suo malgrado, Ale accetta di aiutarlo ma il maresciallo Ferri la sorprende mentre cerca il fascicolo sul suo computer. Ancora una volta Testa si rivela decisivo. Con una sortita alla "Peggy", egli scopre che non solo in quel posto si esercita la prostituzione, ma vi sono anche scottanti videocassette con le registrazioni delle "sedute" di tutte le coppie. La signora Marelli e un'altra donna invischiata nell'affare, Gabriella Lonsi, dichiarano di essere ricattate dal Longhi, il proprietario della "Peggy" che le tiene in scacco con fotografie e filmati compromettenti; erano andati lì un paio di volte per frequentare coppie di scambisti, e adesso sono costrette a prostituirsi. Ale passa finalmente dalla parte del fratello: il suo Roberto è una persona pericolosa, lei era troppo innamorata per rendersi conto delle sue attività illegali. A questo punto scatta la retata dei carabinieri. Viene dimostrata la colpevolezza di Longhi, subito arrestato, mentre i Marelli ritrovano la pace persa a causa delle minacce subite. Agli occhi di Roberto, Ale si mantiene insospettabile. La ragazza gli ha fatto intendere che i carabinieri non sono interessati a lui. In realtà Ferri conta molto sulla sorella per incastrarlo. "Tutto gli gira intorno, ma niente è collegato a lui", dichiara preoccupato Ferri ai colleghi. Il senso di impotenza, il documento firmato da Ale. Per il bene delle indagini Ferri capisce che l'unica cosa da fare è congedarsi.
- Altri interpreti: Andrea De Venuti, Ferdinando Ferrini, Stafa Idlir, Renato Marzi, Claudia Muzii, Nicola Pecci, Sabrina Pellegrino, Massimo Poggio, Prospero Richelmy

## Un rapporto pericoloso
- Diretto da: Raffaele Mertes ed Elisabetta Marchetti
- Scritto da: Dido Castelli

### Trama
Roberto Calò intrattiene rapporti poco chiari anche con Celim Orlowsky, un commerciante di birra di Tirana, latitante per traffico di prostituzione. Quest'ultimo viene ucciso davanti all'entrata del "Barbanera" con un colpo di pistola, sparato da parecchia distanza: un lavoro da veri professionisti. Interrogato, Roberto nega che Celim fosse suo amico. Poi, quella stessa notte, viene trovato da Giovanni un camion in mezzo alla strada, dove all'interno gli inquirenti rivengono una lattina di birra albanese. Dopo aver fatto credere a Roberto che Ale è partita per un viaggio, il maresciallo cambia tattica: consiglia alla sorella di vedere il suo ex amante. L'incontro avviene di sera, una cena romantica durante la quale il bel Roberto (che non vuole restituirle il documento) chiede ad Ale di sposarlo. Le dà due giorni di tempo per pensarci, dopo di che lui partirà per Santo Domingo, dove vorrebbe iniziare con lei una nuova vita. Tornata a casa, Ferri dice ad Ale che dovrà rispondere di sì: è l'unico modo per venire a capo delle indagini. Nel frattempo, la Sepi scopre che la serratura della porta della terrazza da dove il cecchino avrebbe sparato a Celim, è stata appena cambiata da un fabbro, Pino Gattinoni, il quale confessa di averne fatto una copia anche per Roberto Calò, che lo ricattava con delle foto compromettenti. Ale intanto accetta la proposta di matrimonio di Roberto, che subito dopo le chiede di dare una busta ad una persona. Sonia di sostituisce alla ragazza, recandosi nel luogo indicatole, dove incontra il killer che ha fatto fuori Celim. Grazie a questa mossa, i carabinieri costringono l'uomo a confessare di aver ricevuto da Calò 25.000 euro per uccidere il commerciante albanese. Roberto nel frattempo confida ad Ale di dover concludere un affare molto importante prima della partenza. Il giorno dopo lo si vede mentre con altre tre persone sta trasferendo su un Tir un folto gruppo di clandestini. Ferri e compagni li arrestano tutti in flagranza di reato. Messo alle strette, Roberto confessa di aver fatto uccidere Celim, arrivato in Italia con un camion di extracomunitari. Liberatosi di lui, si era accordato con una banda di malviventi per vendere gli albanesi. Un piano perfetto, se solo non si fosse innamorato di Alessandra. Nonostante i buoni esiti dell'indagine, Ferri è deciso a congedarsi: se reso noto, il documento che incrimina Ale rovinerebbe la sua carriera. Ma Testa scopre che il documento è nullo perché la firma è stata contraffatta. Ferri sorride: l'incubo è finito!
- Altri interpreti: Gerolamo Alchieri, Gabriella Arena, Stefano Braconi, Alessandra Comerio, Stafa Idlir, Arturo Muselli, Walter Palamenga, Tony Palazzo, Nicola Pecci, Massimo Poggio, Luca Scapparone

## Furto in biblioteca
- Diretto da: Raffaele Mertes ed Elisabetta Marchetti
- Scritto da: Cecilia Calvi, Claudio Corbucci ed Emanuela Rossi

### Trama
Nel liceo di Città della Pieve, qualcuno si è introdotto in sala professori, ha acceso il PC e copiato una versione di greco. Grazie ad un piccolo indizio, tra gli studenti sospettati vi è Daniele Laudi, fidanzato di Martina Cesari, la figlia del bidello, da poco denunciato dai propri genitori per una giustificazione falsa. In seguito, i carabinieri colgono in flagrante Martina mentre sta per rubare il file di un'altra versione. La ragazza ammette di aver fatto una copia delle chiavi del padre per poter vendere le versioni, ma nega implicazioni da parte di Daniele. La sua deposizione non convince, poiché le versioni rubate erano quelle per la classe del fidanzato, di un anno più grande. Intanto, la madre di Daniele rivela ai carabinieri di aver trovato seimila euro nel guardaroba del figlio: deve esserci sotto qualcosa di ben più grave della semplice vendita delle versioni. Frattanto, Ferri decide di fare un regalo alla Sepi per l'aiuto che lei gli ha fornito nella vicenda Calò. Dietro al consiglio di Sonia, egli si reca ai "Vivai Bertelli", dove scopre con sconcerto che il commesso è una sua vecchia conoscenza: si tratta di Fabio Di Chiara, un colonnello dei R.O.S. con cui Ferri lavorava prima di essere assegnato alla stazione di Città della Pieve. In un secondo incontro, l'uomo gli confida di star indagando sul rapimento di un tale, Gulli, avvenuto qualche tempo prima e di lavorare sotto copertura nel vivaio (si fa chiamare Angelo Rossi). Giacché ha perso i contatti con i colleghi della missione, egli ha bisogno dell'aiuto di Ferri; questi si dichiara subito disponibile. Intanto Daniele viene pedinato e si scopre che è implicato in un'attività illegale. In una fabbrica di ceramiche che appartiene a Vincenzo Falleri, zio di un suo compagno di classe, il ragazzo esercita un'attività illegale: traffico di CD e DVD pirata. I dipendenti sono tutti extracomunitari. Dopo essere stato arrestato, Daniele ammette di aver sbagliato. La sua Martina non ha nulla a che fare con quei traffici, è stato lui a chiederle di rubare le versioni. Il giovane comunque se la caverà con una multa, mentre uno degli extracomunitari che lavorava per lui denuncia i nomi dell'organizzazione, ottenendo in cambio il permesso di soggiorno per sé e la sua famiglia. Quando nel "Vivaio Bertelli" viene scoperto il cadavere del proprietario, Giacomo, i sospetti cadono sulla moglie, marito e moglie non avevano più buoni rapporti, e su Angelo Rossi, di cui nessuno conosce la vera identità. I carabinieri si mettono sulle sue tracce. Il colonnello però scompare, non prima però di aver detto al maresciallo Ferri che i R.O.S. hanno scoperto che i soldi del rapimento Gulli sono stati riciclati tramite le attività di Bertelli. Angelo intende portare a termine la missione, cercando però di sottrarsi alle indagini della squadra di Ferri, il quale, suo malgrado, deve stare al gioco del suo ex capo: il nostro maresciallo accetta quindi di lavorare per Rosario Ponti, anch'egli proprietario di un vivaio, che potrebbe avere a che fare con questa losca vicenda.
- Altri interpreti: Rachid Ait Hamed, Gerolamo Alchieri, Pietro Bertone, Alessandra Borgia, Alessandra Comerio, Piercarmine Di Carlo, Luca Dresda, Ivelise Ghione, Massimiliano Jacolucci, Arturo Muselli, Sandro Radicia, Elisa Sciuto, Benedetta Valanzano

## Delitto tra le orchidee
- Diretto da: Raffaele Mertes ed Elisabetta Marchetti
- Scritto da: Cecilia Calvi

### Trama
Con la scusa di un corso di aggiornamento a Perugia, il maresciallo Ferri trascorre le sue giornate fuori dalla caserma. La Sepi si accorge che il suo comportamento non è normale: sempre distratto e infiacchito. Il suo intuito, ancora una volta, non si sbaglia: egli lavora come aiutante, a tempo pieno, presso il vivaio di Rosario Ponti. Intanto le indagini sull'omicidio Bertelli procedono: la signora non ha un vero alibi per quando suo marito venne ucciso, mentre Angelo Rossi è introvabile, ragion per cui i sospetti ricadono su di lui. Le notizie che lo riguardano sono assai sospette: ha cambiato lavoro ben tre volte nell'ultimo anno. Quando Sonia si reca al vivaio, scopre che all'interno della serra vi sono delle piante esotiche non in vendita, in Italia sono illegali. La vedova ha appena trasferito in un conto all'estero una cifra piuttosto elevata. Nel frattempo, Ferri controlla i movimenti nel vivaio, assistendo anche a un chiassoso diverbio tra Ponti e Gustavo Oleandri, proprietario di una ditta di import export di Reggio Calabria. Poco dopo incontra Angelo Rossi, che sta indagando sugli affari di Ponti: il colonnello afferma che mancano le prove per sgominare il giro di Ponti e Bertelli. La Sepi ha scoperto che non c'è nessun corso di aggiornamento. Incalzato da richieste di chiarimento, Ferri risponde che non può parlare. "Non hai rispetto per noi", sbotta la sua collega, che mette sotto sequestro il vivaio Bertelli. Poco dopo le rivelazioni di Rossi confermano che Ponti e Bertelli sono legati a filo doppio con il rapimento Gulli, Ferri viene tramortito da due uomini e rinchiuso nella serra di Bertelli. Il maresciallo, imbavagliato e circondato dalle fiamme, vede la morte in faccia. Viene miracolosamente salvato da Angelo Rossi, raggiunto poi da Sepi e compagni. Per chiarire le cose definitivamente, Angelo Rossi confessa alla Sepi di essere il colonnello Fabio Di Chiara, che stava indagando sul rapimento Gulli. In accordo con la procura, egli aveva ordinato a Ferri di non parlarne con nessuno dei suoi uomini. Ferri si scusa con la donna, che risponde gelida: "Con un comandante come te non so se riesco ancora a lavorare". Alla fine dell'indagine, Gulli riconosce i suoi rapitori: Ponti, la moglie di Bertelli e la baby sitter della famiglia Gulli, mentre il mandante era un certo Ezio Giannotti. Inaspettatamente, il colonnello Di Chiara propone a Ferri di rientrare nel corpo dei R.O.S. Il maresciallo prende tempo. Intanto in caserma giunge la modella Tiziana Labini, che decide di non sporgere denuncia contro il suo ex marito, Giuliano, reo di aver sequestrato il loro unico figlio. Ma la loro vicenda sarà molto più complicata del previsto.
- Altri interpreti: Alessandra Borgia, Massimiliano Buzzanca, Eleonora Daniele, Luca Dresda, Daniele Marcori, Yari Migni, Pino Morabito, Rita Pensa, Elisa Sciuto, Renzo Stacchi

## Un fisico perfetto
- Diretto da: Raffaele Mertes ed Elisabetta Marchetti
- Scritto da: Isabella Franconetti e Mauro Marsili

### Trama
Durante l'annuale sfilata di moda di Città della Pieve, Tiziana Labini, "Miss Umbria", sviene sul palco. Il brigadiere Testa la porta subito in ospedale, dove i medici le diagnosticano una crisi dovuta a stress da lavoro. Negli ultimi mesi è dimagrita moltissimo, probabilmente anche per via di una delicata situazione familiare: l'ex marito, Luciano aveva "sequestrato" il loro unico figlio e aveva accusato la donna di averlo trascurato per il lavoro. Una volta arrestato dai carabinieri, la Labini aveva deciso di non sporgere denuncia contro di lui. Mentre Tiziana si reca a Roma per impegni di lavoro, è assistita dall'"Agenzia Franchi", il cui proprietario ritiene che la donna abbia buone chance di diventare la testimonial per una ditta importante, gli inquirenti fanno due chiacchiere con la madre della modella, la quale consegna loro le pillole che la figlia assume tutti i giorni. Il sospetto che la donna faccia uso di droghe è confermato quando i prelievi del sangue fatti in ospedale rilevano l'assunzione di amfetamine. Aspettando i risultati del R.I.S., Ferri manda i suoi uomini per fare una ricerca nei centri dimagranti non ufficiali, dove la Labini avrebbe potuto comprare i farmaci inquisiti. Provano tra uno di questi, l'"Istituto Monetti", frequentato da vip e modelle, ma è una pista che non porta a nulla. Le analisi del R.I.S. parlano chiaro: le pillole sono cocktail chimici per dimagrire, prodotte da una farmacia, i cui proprietari riconoscono che la ricetta prescritta alla Labini è del dottor Cafini, un cardiologo accusato, anni prima, di traffico illegale di medicinali. Questi nega risolutamente il proprio coinvolgimento nella vicenda. La Sepi intanto non ha ancora perdonato il maresciallo Ferri: perché non l'ha avvisata delle indagini con il colonnello Di Chiara. Non si fidava di lei. Il numero identificativo della ricetta di Tiziana in realtà è stato clonato da Ernesto Franchi, paziente di Cafini, nonché padre dell'agente delle modelle, che in questo modo smerciava anfetamine a tutte le ragazze dell'agenzia. "Dovevo lavorare per mantenere me e mio figlio", confessa amaramente Tiziana, obbligata a dimagrire per restare nel mondo della moda. Tutto sembra tornato tranquillo in caserma, fino a quando qualcuno allenta i freni della macchina di Romanò, appena uscito da un corso di cucina. Per fortuna non succede nulla di grave. L'elettrauto afferma con sicurezza che qualcuno ha manomesso i freni con un seghetto. Chi potrebbe volere fare del male ad un bonaccione come Romanò.
- Altri interpreti: Carlo Altomonte, Massimiliano Buzzanca, Claudio Cipriani, Eleonora Daniele, Patrizia La Fonte, Daniele Marcori, Yari Migni, Giustina Nisi, Giacinto Palmarini, Mirta Pepe, Bruno Santini, Diego Verdegiglio, Pierfrancesco Villaggio, Gionni Voltan, Raffaello Zanieri

## Ricette e sortilegi
- Diretto da: Raffaele Mertes ed Elisabetta Marchetti
- Scritto da: Luigi Spagnol

### Trama
Ferri e compagni indagano sul tentativo di omicidio ai danni di Romanò. Marianna Bontempo, l'insegnante del corso di cucina frequentato dal carabiniere, è corteggiata da numerosi allievi, con grande invidia delle "due zitelle" del corso, una coppia di vecchiette pettegole. La Sepi dal canto suo assiste a una lite tra Alfio Diamante e Arturo Colla, altri due frequentatori del corso. Proprio a casa di quest'ultimo, in crisi coniugale con la moglie, ha preso fuoco la stufetta, che per fortuna non ha ucciso l'uomo. Intanto, il colonnello Di Chiara domanda a Ferri se è intenzionato a tornare nei R.O.S., dove c'è bisogno di uomini validi come lui. Ferri si prende alcuni giorni per riflettere e, alla fine, annuncia ai suoi che non andrà a Roma con il colonnello. Le due zitelle, intanto, rivelano alla Sepi che Colla era un cliente di Daniele Preci, in arte ‘Mago Daniel’, che in una televisione locale conduce una rubrica di astrologia. La moglie di Colla però sporge denuncia contro Preci che, a suo dire, ha spillato al marito un sacco di quattrini non per gli oroscopi, ma per "cose di altro genere". Interrogato dagli inquirenti, il mago confessa di essere dotato di poteri particolari. Egli si è fatto lautamente pagare per un filtro d'amore che il Colla gli ha commissionato per conquistare la sua insegnante, la Bontempo. Colla conferma le parole di Preci, aggiungendo di avere intenzioni serie con la donna, visto che la situazione con la moglie va di male in peggio. Le indagini portano piuttosto a sospettare di Alfio Diamante, ricoverato già due volte in un ospedale psichiatrico e denunciato per l'incendio doloso di un'officina, perché innamorato della presunta amante del carrozziere. Alfio si è peraltro dichiarato tempo prima alla Bontempo. Scatta il piano per incastrarlo: Prosperi si reca al corso di cucina e poi invita a cena la donna e Alfio. Quest'ultimo si assenta dal tavolo, esce dal locale e sparge una tanica di benzina sulla macchina di Prosperi. Bloccato in tempo, ammette di avere attentato alla vita dei suoi compagni di corso perché innamorato della Bontempo. Lo stesso Romanò avrebbe bevuto con lei "addirittura" un caffè. Con dispiacere di Leo, Jessica è stata ammessa all'università. Pippo l'ha sostituita con una ragazza, Vittoria, che ha la tendenza a fare cadere il cappuccino addosso proprio ai clienti anziani, che, guarda caso, hanno appena ritirato la pensione alla posta. Ferri propone alla sorella di andare a vivere insieme in un casale fuori dal paese. Lei accetta con entusiasmo, ma non ha la minima intenzione di viverci con il fratello, poiché vorrebbe farne un agriturismo. Andrea sorride, contento di avere finalmente trovato un'occupazione all'amata sorella.
- Altri interpreti: Manfredi Aliquò, Gaia Aprea, Paolo Bocciarelli, Lamberto Consani, Pierluigi Cuomo, Giovanni Di Benedetto, Gabriella Giuliani, Giovanni Guizzi, Luciana Hassan, Vincenzo Monti, Mirta Pepe, Giusy Valeri, Gionni Voltan

## Il segreto di Gemma
- Diretto da: Raffaele Mertes ed Elisabetta Marchetti
- Scritto da: Claudio Corbucci

### Trama
Usando Bordi come esca, i carabinieri smascherano Vittoria, la nuova cameriera di Pippo che, con la tattica di rovesciare cappuccini sui clienti anziani, rubava loro la pensione appena ritirata. Alla Pieve si presenta un anziano signore che ferma Sonia Martini davanti alla caserma. Le vorrebbe parlare ma non ne ha il tempo. L'ombra di una donna, con gli occhiali neri e il foulard in testa, lo fa scappare dopo aver perso un mazzo di chiavi che la Martini raccoglie e porta in caserma. Frattanto, le cose iniziano ad andare bene per Alessandra che inizia i primi lavori per mettere in piedi il suo agriturismo. Inoltre, ultimamente lei e Testa si scambiano sguardi d'intesa. Bordi annuncia ai colleghi che a Città Della Pieve c'è stato un omicidio. La vittima è l'uomo che aveva cercato di parlare con Sonia. L'unica testimone afferma che l'uomo stava parlando con una donna, la quale, prima di sparargli, gli ha urlato: "Sono 21 anni che aspetto". L'uomo si chiamava Lorenzo Luzzi. Nella camera d'albergo dove questi alloggiava, viene trovata la foto di una donna con un numero di telefono: si tratta di Gemma, la proprietaria della pizzeria preferita dai carabinieri. Luzzi era ricercato da più di vent'anni per una rapina in una gioielleria di Chianciano. Lui scappò, il suo socio venne ucciso dal gioielliere e il terzo, che faceva da palo e probabilmente era una donna, fuggì. Gemma risponde a Ferri di non conoscere Luzzi: con tutti i clienti che aveva, quando faceva la prostituta, non può certo ricordarseli tutti. Il maresciallo ordina ai suoi di cercare la cassetta di sicurezza a cui potrebbe appartenere la chiave nel mazzo lasciato a Sonia dalla vittima. Intanto, sebbene a malincuore, Ferri è costretto a perquisire la casa di Gemma, dove trova una lettera, vecchia di 21 anni, proprio dei tempi della rapina, che la perizia calligrafica indica essere stata scritta da Luzzi. Ma quando gli inquirenti trovano la cassetta di sicurezza, affiora più di una sorpresa: in una lettera contenuta nella cassetta (con il bottino della rapina di Chianciano), Luzzi afferma di essere il padre di Sonia Martini. La ragazza, molto scossa, si precipita dalla madre che le confessa di averla adottata. Lei e suo padre non hanno mai avuto il cuore di dirglielo. Anche altre sono le novità in caserma: Alessandra e Testa si baciano e il maresciallo Ferri chiede alla Sepi di andare a cena sola con lui. Per tutta risposta, la donna gli presenta il suo storico fidanzato, Giorgio, di cui dice di essere molto innamorata. Anche Leo non sa più bene che sentimento prova per Jessica, momentaneamente tornata al bar dello zio. Intanto, la posizione di Gemma si fa sempre più delicata quando viene trovato un capello rosso, proprio come i suoi, sul cadavere di Luzzi. Convocata in caserma, la donna finisce per confessare il suo amore per Lorenzo. Un amore finito, passato, ma come non rimanere legata per sempre al padre di sua figlia Sonia.
- Altri interpreti: Gaia Aprea, Renata Attivissimo, Carlo Cartoni, Sara Ceccarelli, Sacha Maria Darwin, Giovanni Di Benedetto, Sonia Grassi, Giovanni Guizzi, Vincenzo Monti, Anita Pititto, Silvia Rossi, Venantino Venantini, Clarita Ziniti Gatto

## Vacanze premio
- Diretto da: Raffaele Mertes ed Elisabetta Marchetti
- Scritto da: Cecilia Calvi

### Trama
Sonia non riesce a darsi pace per la morte del suo vero padre, Lorenzo Luzzi. La Sepi la porta a parlare con Gemma, che la rassicura: suo padre era un brav'uomo, sicuramente non fu lui ad uccidere la guardia nella rapina di 21 anni prima. La Martini continua ad essere pedinata dalla misteriosa donna con gli occhiali neri e il foulard in testa, che però non lascia tracce per essere identificata. Intanto, in caserma, Ferri si sta occupando di Simona Bezzi, capo di una società di consulenza, che ha organizzato una vacanza premio per i suoi dipendenti, viaggio mai avvenuto perché la titolare dell'agenzia a cui si è rivolta, Enrica Pignoni, è scappata con il denaro. Il marito, Enzo, non si sa spiegare la fuga della donna. Il mistero si infittisce quando si scopre che l'assegno di 50.000 euro della Bezzi non è ancora stato incassato dalla donna. Come un fulmine a ciel sereno, la Sepi annuncia a Ferri di voler sposare Giorgio, il suo fidanzato. Il maresciallo dà l'impressione di non prendere bene la notizia. Le persone che conoscevano la Pignoni si dicono poco convinte alla colpevolezza della donna, onesta e generosa com'era. La pista di Pasquale Pinna, ventisettenne, aiuto pescivendolo, a cui Enrica ha trovato un altro lavoro, si rivela infruttuosa. Nel frattempo, grazie all'aiuto di Prosperi, viene finalmente identificata la targa della donna che segue Sonia: si tratta di Grazia Tosi, un'impiegata cinquantenne. Poiché quest'ultima sospetta che Sonia possa aver dato le chiavi della fatidica cassetta di sicurezza a Gemma, inizia a seguire anche la ristoratrice, che si offre come esca. Da quando le analisi dei R.I.S. hanno decretato che il capello rosso trovato accanto al cadavere è suo, la situazione si è fatta delicata. Insieme a Sonia, Gemma si reca in banca per ritirare il bottino della rapina ma, una volta uscite, trovano Grazia che le minaccia con una pistola; in quel delicato frangente scatta il blitz e l'arresto della donna. In caserma la Tosi confessa di aver aspettato 21 lunghi anni per potersi godere il bottino, ma quando ha visto Luzzi, che anche lei amava, che dava le chiavi a Sonia per alleggerire la sua coscienza di padre assente, non ci ha più visto dalla rabbia. Si scopre così che era proprio lei la donna della rapina che uccise la guardia e poi Lorenzo. Gli inquirenti intanto vengono a sapere che la Pignoni aveva assunto un investigatore per spiare il marito, scoprendo che la tradiva con la signora Bezzi. Dopo molte ricerche, Enrica viene trovata in ospedale, dove è stata operata al setto nasale. La donna afferma di non aver mai preso l'assegno della Bezzi e sarà lo stesso marito a confessare di averlo girato a terzi per coprire un proprio debito. In caserma non c'è un attimo di pace: una donna denuncia la scomparsa della nipote diciassettenne Barbara Colla. Intanto, in un parcheggio, Ferri, all'improvviso e di proposito, bacia la Sepi per evitare che la donna veda il fidanzato Giorgio che amoreggia con un'altra. I tentativi del maresciallo si rivelano tuttavia inutili e la Sepi rimane di sasso.
- Altri interpreti: Laura Alfonsi, Pier Paola Bucchi, Elena Callegari, Roberto Conte, Silvia Conti, Giuseppe Gandini, Sonia Grassi, Daniele Marcori, Vincenzo Monti, Aldo Pellegrini, Antonio Pennarella, Rossana Piano, Francesca Rettondini, Silvia Rossi, Patrizia Santamaria, Alessandro Trotta, Clarita Ziniti Gatto

## Una dolce sinfonia
- Diretto da: Raffaele Mertes ed Elisabetta Marchetti
- Scritto da: Dido Castelli

### Trama
La Sepi ha deciso: la sua relazione con Giorgio è definitivamente chiusa. Ferri dissimula l'entusiasmo. Prosegue la ricerca di Barbara Colla, la ragazza scomparsa, figlia di un musicista tedesco e di una donna bellissima, entrambi morti in un incidente stradale. Dopo la perdita dei genitori, la ragazza si è trasferita a vivere dagli zii: con loro però la situazione non era delle migliori, e anche a scuola Barbara aveva problemi. Due elementi però fanno avanzare le indagini: una ragazza con gli occhiali neri, che si rivela poi essere la stessa Barbara, ruba il clarinetto di Leo, mentre questi sta facendo riparare il suo strumento nel negozio di musica "Bertarelli": qui, in seguito, una signora di bella presenza fa domande incalzanti su Barbara.
Intanto Prosperi trova delle pasticche a casa della Colla, che le analisi confermano essere dei potenti psicofarmaci, con effetti destabilizzanti sul paziente. Il vecchio Giovanni ritrova il clarinetto di Leo al cimitero, accanto alla lapide dei genitori di Barbara, presso la quale la ragazza viene ritrovata dallo zio Ercole la notte successiva. Il caso sembra conclusosi bene, ma Leo non ci vede chiaro. Il ragazzo quindi pedina la donna misteriosa che aveva fatto domande al negozio di musica: si chiama Viola Baroni, è astrologa e cartomante. Con la scusa di una visita, Sonia e Prosperi sottraggono alla maga un cd rom, dove trovano le fotografie della donna che bacia zio Ercole. Messa sotto torchio, la moglie ammette di aver avuto dei sospetti su una loro relazione. Lei confessa anche che il marito somministrava psicofarmaci alla nipote. Mai si sarebbe aspettata invece che il marito, come le mostra la Sepi, avesse intestato a sé stesso, con una procura generale, il negozio di abbigliamento che lei gestisce da anni. La verità viene a galla quando i carabinieri scoprono che al compimento dei suoi diciotto anni, cioè il giorno dopo il suo ritrovamento, Barbara erediterà un milione di euro dal nonno armatore. L'indomani, Zio Ercole e Viola portano la ragazza in banca, dove, sotto ipnosi, tentano di costringerla a firmare un documento che trasferirebbe il denaro dell'eredità a Viola. Il piano viene però sventato dai carabinieri, che accusano la coppia di truffa e di circonvenzione di incapace. Intanto, un ragazzo, Pietro Marchetti, titolare di una ditta di catering, è stato malmenato da un uomo che dice di non aver riconosciuto. I carabinieri però vengono a sapere che Pietro ha soffiato a Bruno Frontoni, istruttore di boxe della palestra "La nobile arte", la futura sposa, Carla Vittoria.
Pietro se la cava con qualche escoriazione e un paio di costole incrinate, mentre Bruno è improvvisamente partito per l'estero. Nel frattempo Barbara e la zia lasciano Città della Pieve per cercare di rifarsi una vita e Leo dona alla ragazza il suo clarinetto.
- Altri interpreti: Lorena Bianchetti, Claudio Busillo, Dado Coletti, Antonio Covatta, Morena De Pasquale, Camilla Fabbrizioli, Marco Falaguasta, Simonetta Losi, Daniele Marcori, Francesca Rettondini, Emanuele Turchi, Raffaello Zanieri

## Una mossa sbagliata
- Diretto da: Raffaele Mertes ed Elisabetta Marchetti
- Scritto da: Isabella Franconetti e Mauro Marsili

### Trama
Di ritorno dall'Olanda, il pugile Bruno Frontoni nega di aver malmenato Pietro Marchetti. Lui sostiene di averlo solo minacciato e in effetti ha un alibi di ferro che lo discolpa dall'accusa. Dopo le prime indagini, i carabinieri scoprono che c'è del torbido nella ditta di catering gestita da Pietro: i numerosi fornitori non vengono mai pagati, come del resto il costruttore della villa dell'imprenditore, Mesiti. Una ragazza di nome Sara Sella viene improvvisamente licenziata da Marchetti: le era stato promesso il rinnovo del contratto di vice cuoco, ma le numerose proteste da parte di lei, per le scarse condizioni igieniche delle cucine, non le avevano certo giovato.
Rimasta orfana e con una sorella malata, Sara è fidanzata con Giuliano, un suo coetaneo. Il suo sogno è quello di aprire un ristorante. Quando Marchetti si precipita in caserma per denunciare il furto della propria macchina, Ferri e compagni scoprono che nell'affare potrebbe essere coinvolto Francesco Buttinelli, un ortofrutticolo cui Marchetti deve parecchi soldi. In realtà ad avere rubato l'auto è stato il figlio di Buttinelli, Giuliano, che aveva picchiato l'imprenditore e rubato la macchina per vendicare il padre, ormai quasi sul lastrico per i conti non pagati da Pietro. Con il ricavato della vendita dell'auto, egli intendeva finanziare il sogno della sua fidanzata, Sara, che dopo aver saputo la verità decide di aiutare il padre di Giuliano, mentre Mesiti entra in società con Marchetti per riavere parte dei suoi soldi. Risolto dunque il caso, Ferri viene a sapere che la Sepi ha un appuntamento con il colonnello Fabio Di Chiara. Cerca di incassare il colpo ma, ad onor del vero, pensava fosse arrivato il suo momento, e non quello del suo ex superiore, per avvicinarsi all'affascinante maresciallo. Intanto sua sorella Alessandra ha appena inaugurato l'agriturismo, un ambiente caldo e accogliente, dove arrivano i primi clienti.
Come un fulmine a ciel sereno, si presenta in caserma una donna di una certa età, a prima vista ubriaca. Si tratta della signora Rita Paolini, vedova e madre di Domenico, un noto costruttore della zona. La donna viene riportata a casa dove i carabinieri trovano i cani addormentati e l'abitazione sottosopra: qualcuno è entrato e ha rubato tutto, narcotizzando Domenico e i domestici. La stessa Rita potrebbe essere stata drogata, poiché la cameriera di casa Paolini, Elisabetta, dichiara che la padrona è astemia.
- Altri interpreti: Isa Bellini, Lorena Bianchetti, Bruno Bilotta, Lillo Camilleri, Tommaso Casigliani, Franco D'Andrea, Paolo De Giorgio, Marco Falaguasta, Antonella Ferrari, Waiss Hassan, Ilaria Paffetti, Jennifer Poli, Dino Santoro, Carmen Siciliano, Danila Stalteri, Pierluigi Stella, Giancarlo Trentavizi, Gaia Zucchi

## Insonnia
- Diretto da: Raffaele Mertes ed Elisabetta Marchetti
- Scritto da: Luigi Spagnol

### Trama
Il ladro che si è introdotto in casa Paolini ha rubato i gioielli di famiglia e parecchi soldi. Il R.I.S. conferma l'impiego di un narcotico ai danni dei derubati. Una domanda perseguita Ferri: perché la signora Rita si è risvegliata prima di tutti? Intanto risulta introvabile il secondo figlio, Annibale. Pochi giorni dopo avviene un'altra rapina, in una villa con studio dentistico, con le stesse modalità del furto in casa Paolini e gli inquirenti scoprono che il dentista si serviva della stessa colf che lavora dalla signora Rita: si tratta di Elisabetta, a detta di tutti una gran lavoratrice, di un'onestà cristallina. Come spesso capita, Pippo sa qualcosa che potrebbe rivelarsi molto utile: Annibale aveva la passione, sin da piccolo, per la chimica. La signora Rita afferma che il figlio è in giro per il mondo, facendo lavori sempre diversi, mentre Domenico rammenta che il fratello aveva inventato un farmaco, per la precisione, un calmante, prima di abbandonare la tanto amata chimica. Intanto, si presenta all'agriturismo il signor Losi, un professore di matematica alla ricerca di pace per scrivere un libro. Nonostante aiuti Ale a tenere i conti, egli si comporta in modo riluttante quando gli vengono richiesti i documenti. L'uomo temporeggia, fino a quando Ale, con la scusa di fare le pulizie nella sua stanza, trova la sua carta d'identità. Prende i suoi estremi e li consegna, come di prassi, ai carabinieri, insieme a quelli degli altri clienti. Dopo diversi giorni di appostamento, Sonia e Leo scoprono che Elisabetta non è la santarellina che tutti descrivono. La ragazza sta organizzando l'ennesima rapina, visto che al telefono ne parla con qualcuno, a cui confessa di aver paura dei carabinieri che le stanno dietro. Ferri e i suoi uomini sorvegliano tutte le ville in cui lavora Elisabetta.
Il maresciallo arresta un uomo che sta entrando in una di esse. Si tratta di Annibale Paolini, che in caserma confessa di aver rubato perché aveva bisogno di soldi: non volendo chiedere denaro alla madre, aveva deciso di derubarla e siccome il gioco ‘gli aveva preso la mano’, continuava a farlo nelle case in cui lavorava Elisabetta, segretamente sua complice e fidanzata. Grazie al farmaco di sua invenzione, narcotizzava i rapinati a seconda dell'età e del peso. Aveva sbagliato le dosi per la madre, che si ricordava molto più magra. Nel frattempo, Ferri è geloso: la Sepi è uscita, elegantissima, con Di Chiara. Ritornerà in caserma all'alba e nel salutarsi i due non si baciano ma sembra solo questione di tempo. Prosperi intanto scopre che il "Signor Losi" residente nell'agriturismo di Ale è ricercato dalla polizia per tentato omicidio ai danni di un certo Alfredo Desideri. Il carabiniere si precipita dalla Ferri per avvertirla, ma Losi minaccia lui e la ragazza con una pistola. In caserma si accorgono dell'identità del ricercato e, intuendo il pericolo, corrono di gran carriera all'agriturismo.
- Altri interpreti: Isa Bellini, Francesco Burroni, Leonardo De Carmine, Paolo De Giorgio, Livia Giammaria, Luciano Nozzolillo, Ettore Riccobono, Gaia Zucchi

## Gelosie
- Diretto da: Raffaele Mertes ed Elisabetta Marchetti
- Scritto da: Claudio Corbucci

### Trama
All'interno dell'agriturismo, il professor Losi, ricercato dalla polizia per tentato omicidio e munito di una pistola, tiene in ostaggio Prosperi, una coppia di turisti stranieri e la stessa Alessandra. Intanto Andrea sta cercando una strategia per salvare i quattro ostaggi. Sono momenti di enorme tensione, in cui il Maresciallo è combattuto sul da farsi, poiché troppo coinvolto nella vicenda. Dopo aver riflettuto, Ferri fa chiamare il colonnello Di Chiara e trasforma un casale vicino all'agriturismo in una base operativa. Losi è disperato per quello che ha commesso: è convinto di avere ucciso la moglie Letizia e l'amante di quest'ultima; in realtà la donna è stata ferita solo di striscio e l'amante è ancora in prognosi riservata. Mentre Di Chiara vorrebbe entrare nell'agriturismo con i suoi uomini, Ferri manda Testa dentro la casa sotto copertura. Se il caso non verrà risolto entro la notte, il Maresciallo affiderà l'operazione al suo superiore. Luigi riesce ad entrare nell'agriturismo e cerca in tutti i modi, comunicando con il Maresciallo Ferri con un cellulare abilmente nascosto nello stivale, di ingannare Losi, il quale tuttavia è troppo attento per essere raggirato. Durante una colluttazione in cui Testa cerca di disarmare il rapitore, parte un colpo dalla pistola a quest'ultimo: Prosperi viene ferito alla gamba e il Brigadiere viene smascherato. Ferri sta per cedere il comando delle operazioni a Di Chiara, quando viene informato che l'amante di Letizia è fuori pericolo. Con l'aiuto della Sepi, inizialmente poco convinta dell'operazione, (che in questa occasione gli rivela di essere stata tenuta in ostaggio dieci anni prima), il Maresciallo blocca gli uomini di Di Chiara e inizia a trattare con Losi, il quale ovviamente non crede che la moglie e il suo amante siano ancora vivi. Dopo aver parlato privatamente con Letizia, la donna racconta di aver ceduto alle lusinghe dell'amante poiché credeva di non essere più amata dal marito, Ferri la porta all'agriturismo. Appena la vede, Losi libera tre ostaggi, ma tiene prigionieri Ale e Testa. Poi l'uomo parla con la moglie, alla quale chiede di perdonare tutte le sue malefatte. La donna accetta e lo abbraccia con infinita dolcezza. A questo punto Losi abbassa la pistola in segno di resa. Gli ultimi due ostaggi vengono portati in salvo. Di Chiara ammette che la tattica di Ferri è stata quella vincente. Dopo averlo visto in azione, Sepi capisce che Fabio non è la persona che fa per lei: sono troppo diversi per stare insieme. Lei ha bisogno di un uomo più sensibile. Ferri ringrazia caldamente il Brigadiere Testa, che è riuscito a proteggere la sua amata sorella. Il Maresciallo è tuttavia ignaro che anche all'amico stava particolarmente a cuore la sorte di Ale. Nel frattempo, nell'officina nautica di Città della Pieve è stata rubata la barca di Giuliano Oddi, proprietario di un supermercato locale.
- Altri interpreti: Emanuela Aureli, Giovanni Bondi, Alessandro D'Agostino, Leonardo De Carmine, Massimo De Lorenzo, Maurizio Faraoni, Livia Giammaria, Ettore Riccobono

## Controvento
- Diretto da: Raffaele Mertes ed Elisabetta Marchetti
- Scritto da: Luigi Spagnol

### Trama
Prosegue l'indagine sulla barca rubata a Giuliano Oddi, proprietario di un supermercato locale.
L'improvvisa fortuna di quest'ultimo è avvenuta grazie ad una vincita miliardaria al super enalotto. Oddi avrebbe dovuto dividere i soldi con due suoi colleghi, a cui invece raccontò di non avere giocato la schedina. La barca dell'imprenditore viene ritrovata dopo qualche giorno.
La famiglia Oddi è la classica famiglia senza difetti, almeno all'apparenza. Se infatti il figlio Francesco è un ottimo studente, suo fratello Dante frequenta giri loschi, legati al traffico di stupefacenti. Gli inquirenti iniziano a seguirlo ventiquattrore al giorno, finendo per scoprire che la persona da tenere d'occhio in realtà è Francesco, il quale s'incontra di notte con un uomo, Ignazio Perini, che lo minaccia: "Se non paghi entro domani, sei fuori". Perini è un bidello dell'università di Perugia che riceve regolarmente sul suo conto inspiegabili bonifici bancari da 5.000 euro; la stessa cosa succede a Eugenio Zaccari, assistente universitario. Ferri intuisce che sotto potrebbe esserci un commercio di esami. Nel frattempo, il Maresciallo sta indagando anche su un giro di banconote false che inizia a coinvolgere molte persone, ignare di possedere soldi falsi.
Ad occuparsi delle indagini c'è anche il magistrato Morresi che ha deciso di tornare a Città Della Pieve. Tra lei e Testa ormai è tutto finito, i due parlano con chiarezza e serenità. Ale, che origlia il loro dialogo, si dimostra molto gelosa nei confronti del Brigadiere, con cui poco dopo si bacia: la loro passione è più forte di tutto il resto, anche dell'ingombrante presenza del possessivo Maresciallo Ferri. Frattanto, Leo è sempre più coinvolto da Jessica. Ogni volta che la incontra, viene incantato dalla sua bellezza e dai suoi deliziosi modi di fare. Prosperi, che ha ormai compreso l'interesse dell'amico per la propria ex fidanzata, gli dice chiaramente che la loro storia d'amore si è conclusa da tempo, ma Leo continua a temere che Jessica sia ancora innamorata del simpatico Carlo. Quando vengono rubati i gioielli della signora Oddi, gli uomini di Ferri bloccano la macchina guidata da Francesco (stava scappando), che viene colto in flagrante con la refurtiva. Il ragazzo confessa di aver rubato perché doveva dare i soldi a Perini e a Zaccari che gli vendevano gli esami, si era messo a comprarli quando aveva capito di avere dei problemi con gli studi. Francesco aveva provato a vendere la barca del padre, e ora cercava di fare la stessa cosa con i gioielli della madre. Il caso è stato brillantemente risolto. In seguito, nell'ufficio dei Carabinieri, arriva un meraviglioso mazzo di rose per la Sepi. Sono del suo ex, Giorgio, che in questo modo cerca di riconquistarla. Ferri non appare molto contento.
- Altri interpreti: Santo Bellina, Alessandro D'Agostino, Bruno De Stephanis, Maurizio Faraoni, Beppe Ghiglioni, Francesco Gisotti, Chiara Lenti, Leonardo Mantovani, Cristiano Militello, Federico Torre, Alessandra Vanzi, Lucio Vinciarelli

## Carte false
- Diretto da: Raffaele Mertes ed Elisabetta Marchetti
- Scritto da: Carlo Mazzotta

### Trama
L'indagine sui soldi falsificati si è arenata. Il povero Bordi, sorpreso in un centro commerciale con una banconota falsa, viene tagliato fuori dal caso. Si sa per certo che le banconote vengono fotocopiate su carta filigranata: un lavoro grossolano, fatto da dilettanti. Ferri fa chiamare tutte le cartiere della zona che utilizzano questo tipo di carta. In una di esse ci lavora Alberto Tattoli, noto falsario appena uscito di prigione. L'uomo sostiene di non avere nulla a che fare con questi falsari, da lui considerati cialtroni. Qualcosa si muove quando Tina ammette di avere messo lei stessa i soldi falsi nel portafoglio di Bordi: voleva fare shopping con banconote di un certo valore, non con quelle di piccolo taglio con cui viene pagata per fare le pulizie alla pensione "Raffaeli", dove è impegnata quando non lavora in caserma. I proprietari di questa pensione, Gaetano e Anna, hanno un passato poco limpido, fatto di piccole truffe, per le quali non sono mai stati giudicati colpevoli. Ferri fa pedinare sia Tattoli che la signora Raffaeli la quale, dopo aver fatto svariati acquisti nei negozi del paese, si reca nella videoteca di Città Della Pieve, dove consegna una busta al proprietario, Stefano Marzi. Leo scopre che nel negozio c'è un traffico di film a luci rosse. Acquista allora una videocassetta, che viene visionata in caserma. Il filmino è stato girato nella pensione "Raffaeli": la signora Anna confessa di aver concesso il permesso per girare nel suo albergo per guadagnare soldi facili, in modo da togliersi qualche sfizio. La donna nega invece di avere a che fare con le banconote false. L'uomo confessa agli inquirenti di aver accettato la proposta di un uomo, che non aveva mai visto, quello dei soldi fotocopiati, il quale gli ha chiesto di unirsi a lui, in modo da fare un bel salto di qualità. Messo alle strette, Tattoli accetta di collaborare con Ferri, dando un appuntamento al misterioso falsario. L'incontro tra Tattoli (in compagnia di Leo, che si finge suo nipote) con i due falsari avviene in pieno pomeriggio, in un parco. Purtroppo le cose non vanno come dovrebbero, poiché la presenza non prevista di Tina manda in fumo il piano di Ferri, la cui squadra riesce a catturare i due malviventi, non prima che un colpo di pistola colpisca Tina. Si teme il peggio per la sorte della donna, ma si tratta soltanto di una ferita di striscio alla testa. Bordi va a trovarla in ospedale, dove si presenta con un mazzo di fiori. Ferri scommette che tra i due potrebbe nascere qualcosa. Tra lui e la Sepi c'è sempre più feeling, ma ogni volta che la situazione si fa interessante, succede sempre qualche imprevisto.
- Altri interpreti: Alberto Bognanni, Cesare Dapiaggi, Paolo Fiorino, Andrea Galluzzi, Marta Iacopini, Andrea Lolli, Vincenzo Monti, Leonardo Petrillo, Riccardo Russo, Patrizia Salerno

## Sotto copertura
- Diretto da: Raffaele Mertes ed Elisabetta Marchetti
- Scritto da: Cecilia Calvi

### Trama
Loredana e Cesare Marini, una coppia di trentacinquenni, confessa al maresciallo Ferri di non potere avere figli e di essersi rivolti all'avvocato Mara Caroli, specializzata in diritto di famiglia, per adottarne uno. Dopo l'incontro con la donna, è arrivata loro una telefonata anonima, in cui una voce contraffatta gli proponeva la vendita di una bambina di 6 mesi per la somma di 50.000 euro. L'avvocato Caroli, seccata, nega di essere implicata nella vicenda. Sul lunotto posteriore della macchina, i coniugi Marini trovano la fotografia di una bambina scattata con una macchina fotografica a sviluppo istantaneo. Testa chiede al fotografo del paese chi, fra i suoi clienti, possieda quel tipo di macchina e l'uomo gli risponde che la dottoressa Caroli ne è una grande appassionata. Tutte le strade portano all'avvocato, anche una telefonata da parte della solita voce camuffata, che dice ai Marini che non dovevano rivolgersi ai carabinieri, è partita dal ristorante dove l'avvocato stava cenando. Pochi giorni dopo qualcuno manomette, senza risultati, il computer della Caroli la quale racconta a Ferri di essere stata chiamata per gestire la mediazione sulla vendita della bambina. Ferri le consiglia di proseguire la trattativa, poiché lui e la Sepi fingeranno di essere una coppia interessata ad adottare la piccola. I tre architettano il piano da Gemma, dove Ferri e la Sepi rimangono soli a godersi la cena, l'avvocato se ne va quasi subito. Quando vede entrare nel locale il suo ex, Giorgio, la Sepi bacia il maresciallo: finalmente si è vendicata di quella volta in cui lo vide baciare un'altra ragazza.
Ferri rimane spiazzato e molto colpito dal gesto della ragazza. Frattanto, il maresciallo si trasferisce con la Sepi nell'agriturismo di Ale per gestire le trattative coi rapitori. La voce misteriosa dà appuntamento ai coniugi "Andreini", Ferri e Sepi: in un parco, in pieno giorno. Quando Ferri e compagni arrivano sul luogo, trovano la bambina accudita dal vecchio Giovanni (uno a caso). I carabinieri tornano all'agriturismo, in attesa di arrestare i rapitori al momento del pagamento. È proprio qui che i due marescialli, dopo una notte trascorsa a fare addormentare la bambina, si baciano: questa volta si tratta di un bacio vero, senza secondi fini, l'inizio di una notte di passione. Gli inquirenti intanto seguono la persona che hanno intuito essere colpevole: si tratta di un'infermiera scomparsa tempo prima dall'ospedale che si reca all'agriturismo con l'intenzione di vedere quella che confessa essere la propria nipote, Blu. I genitori della neonata sono due ragazzini senza lavoro e senza possibilità di mantenerla. La nonna allora ha pensato bene di vendere la nipote, per assicurarle un futuro migliore. È disposta persino a rinunciare ai soldi dell'illecita compravendita, giacché a lei interessa solo che Blu venga trattata bene.
- Altri interpreti: Claudio Ammendola, Simona Borioni, Giovanni Cappelli, Margherita Cornali, Giada Di Miceli, Enzo Ercolani, Maria Teresa Pintus, Fabio Salvatore, Francesca Spurio, Marzia Villani, Riccardo Zuffellato